# Drosophila agitona
Drosophila agitona är en tvåvingeart som beskrevs av Elmo Hardy 1965. Drosophila agitona ingår i släktet Drosophila och familjen daggflugor.
Artens utbredningsområde är Hawaii.